# 1164 w literaturze
Wydarzenia literackie w 1164 roku.

## Zmarli
- 15 maja - Heloiza, francuska pisarka (ur. ok. 1098)